# وشل (یمن)
 وشل  به عربی ( الَوشل ) روستای بزرگی از توابع استان ذَمار در کشور یمن و در شبه جزیره عربستان واقع می‌باشد. 

## جمعیت
دارای ۷۵ خانوار و ۹۵۱ نفر جمعیت دارد، ساکنان این دهستان از پیروان مذهب مالکی و از پیروان امام مالک ابن انس می‌باشند.